# Myron Irving Barker
Myron Irving Barker (* 26. Juni 1901 in Carrollton (Kentucky); † 21. Mai 1965 in Santa Barbara) war ein US-amerikanischer Romanist.

## Leben
Barker studierte an der Cornell University in Ithaca (New York) (Bachelorgrad 1923), sowie an der Universität Grenoble. Von 1924 bis 1925 unterrichtete er Französisch an der West Virginia University in Morgantown (West Virginia). Dann wechselte er an die University of North Carolina in Chapel Hill. Dort erwarb er 1927 den Mastergrad mit der Arbeit Lamartine's debt to certain English poets und promovierte 1930 mit der Arbeit The style and literary tendencies of Stendhal in his novels (erschienen u. d. T. Stendhal's novels. A study in style, Louisville, Ky 1936). Nach einem Jahr als Assistant Professor an der University of Arizona in Tucson kam er 1931 an die University of California in Los Angeles und wurde dort 1941 Associate Professor für Französisch. Von 1950 bis 1956 war er Chairman der Französischen Abteilung.

Während des Zweiten Weltkriegs diente Barker in den Streitkräften der Vereinigten Staaten und stieg vom Hauptmann bis zum Oberstleutnant auf.